# Tuuli Petäjä
Tuuli Pauliina Petäjä (Espoo, 9 de noviembre de 1983) es una deportista finlandesa que compitió en vela en la clase RS:X. 
Participó en tres Juegos Olímpicos de Verano, entre los años 2008 y 2016, obteniendo una medalla de plata en Londres 2012, en la clase RS:X. Ganó  una medalla de bronce en el Campeonato Europeo de RS:X de 2012.

## Palmarés internacional
| \| Juegos Olímpicos \| Juegos Olímpicos \| Juegos Olímpicos \| Juegos Olímpicos \| \| Año \| Lugar \| Medalla \| Clase \| \| ------------------ \| --------------------- \| ----------------- \| ---------------- \| \| 2012 \| Londres (Reino Unido) \| Medalla de plata \| RS:X \| \| Campeonato Europeo \| \| \| \| \| Año \| Lugar \| Medalla \| Clase \| \| 2012 \| Madeira (Portugal) \| Medalla de bronce \| RS:X \| |                       |                   |       |
| Juegos Olímpicos |                       |                   |       |
| Año | Lugar                 | Medalla           | Clase |
| 2012 | Londres (Reino Unido) | Medalla de plata  | RS:X  |
| Campeonato Europeo |                       |                   |       |
| Año | Lugar                 | Medalla           | Clase |
| 2012 | Madeira (Portugal)    | Medalla de bronce | RS:X  |